# Obdach
Obdach est une commune autrichienne du district de Murtal en Styrie.